# Jef Dervaes
Joseph „Jef“ Dervaes (* 27. September 1906 in Wetteren; † 12. April 1986 in Antwerpen) war ein belgischer Radrennfahrer.
Von 1926 bis 1936 war Jef Dervaes Profi-Rennfahrer. 1927 belegte er den dritten Rang bei der Belgien-Rundfahrt. 1928 wurde er Belgischer Meister im Straßenrennen, gewann Brüssel-Paris, den Scheldepreis Flandern sowie den Omloop van Noord-België, den er 1929 ein zweites Mal gewinnen konnte. Im selben Jahr siegte er bei der Flandern-Rundfahrt. 1930 wurde er belgischer Vizemeister auf der Straße.
1928 sowie 1929 startete Dervaes zudem bei den UCI-Bahn-Weltmeisterschaften und belegte jeweils den vierten Platz.
Dervaes galt als großes Talent, aber auch als Lebenskünstler und wenig charakterstark. Schon mit 28 Jahren trat er vom aktiven Sport zurück. Er eröffnete ein Sportcafé in Hoboken.